# Lisa Oldenhof
Lisa Oldenhof (Perth, 26 de março de 1980) é uma canoísta de velocidade australiana na modalidade de canoagem.

## Carreira
Foi vencedora da medalha de bronze em K-4 500 m em Pequim 2008, junto com as suas colegas de equipa Hannah Davis, Chantal Meek, Lyndsie Fogarty.